# Gonomyia longispina
Gonomyia longispina är en tvåvingeart som beskrevs av Alexander 1922. Gonomyia longispina ingår i släktet Gonomyia och familjen småharkrankar. Inga underarter finns listade i Catalogue of Life.